# Écosse-Italie en rugby à XV
Cet article retrace les confrontations entre l'Équipe d'Écosse de rugby à XV et l'Équipe d'Italie de rugby à XV. Les deux équipes se sont affrontées à 37 reprises dont une fois en Coupe du monde. Les Écossais ont remporté 28 victoires contre 9 pour les Italiens.

## Historique
En 2007, l'Italie remporte à l'occasion de son succès à Édimbourg 37-17 sa première victoire à l'extérieur dans un match du Tournoi des Six Nations. 
C'est contre l'Écosse que l'Italie a réussi ses meilleurs résultats dans le Tournoi, elle compte ainsi en 2011 cinq victoires sur les Écossais en douze rencontres de Tournoi alors qu'elle n'a alors gagné en tout que huit matchs contre ses adversaires du Tournoi.
Longtemps vu comme le match pour l'attribution de la Cuillère de bois dans le cadre du Six Nations,, c'est moins le cas depuis le renouveau de l’Écosse sous Vern Cotter, après la Coupe du monde 2015, où les Calédoniens trustent souvent les 3e ou 4e places du Tournoi, dominant leurs adversaire italiens, malgré des scores parfois très serrés, comme à Rome en 2018.
Lors du Tournoi des Six Nations 2024, l'Italie bat à domicile le XV du Chardon (31-29), mettant fin à 9 ans de disette sans battre les Britanniques et à 12 ans sans les avoir battu à domicile.
À partir de 2022, le vainqueur de la confrontation entre les 2 équipes dans le cadre du Tournoi des Six Nations se voit décerner la Cuttitta Cup.

## Confrontations
| No | Date              | Lieu                                               | Match           | Score   | Compétition                           |
| -- | ----------------- | -------------------------------------------------- | --------------- | ------- | ------------------------------------- |
| 1  | 14 décembre 1996  | Murrayfield Stadium, Édimbourg — Écosse            | Écosse – Italie | 29 – 22 | Test match                            |
| 2  | 24 janvier 1998   | Stadio Comunale di Monigo, Trévise — Italie        | Italie – Écosse | 25 – 21 | Test match                            |
| 3  | 6 mars 1999       | Murrayfield Stadium, Édimbourg — Écosse            | Écosse – Italie | 30 – 12 | Test match                            |
| 4  | 5 février 2000    | Stade Flaminio, Rome — Italie                      | Italie – Écosse | 34 – 20 | Tournoi des Six Nations               |
| 5  | 17 mars 2001      | Murrayfield Stadium, Édimbourg — Écosse            | Écosse – Italie | 23 – 19 | Tournoi des Six Nations               |
| 6  | 16 février 2002   | Stade Flaminio, Rome — Italie                      | Italie – Écosse | 12 – 29 | Tournoi des Six Nations               |
| 7  | 29 mars 2003      | Murrayfield Stadium, Édimbourg — Écosse            | Écosse – Italie | 33 – 25 | Tournoi des Six Nations               |
| 8  | 23 août 2003      | Murrayfield Stadium, Édimbourg — Écosse            | Écosse – Italie | 47 – 15 | Test match                            |
| 9  | 6 mars 2004       | Stade Flaminio, Rome — Italie                      | Italie – Écosse | 20 – 14 | Tournoi des Six Nations               |
| 10 | 26 février 2005   | Murrayfield Stadium, Édimbourg — Écosse            | Écosse – Italie | 18 – 10 | Tournoi des Six Nations               |
| 11 | 18 mars 2006      | Stade Flaminio, Rome — Italie                      | Italie – Écosse | 10 – 13 | Tournoi des Six Nations               |
| 12 | 24 février 2007   | Murrayfield Stadium, Édimbourg — Écosse            | Écosse – Italie | 17 – 37 | Tournoi des Six Nations               |
| 13 | 29 septembre 2007 | Stade Geoffroy-Guichard, Saint-Étienne — France    | Écosse – Italie | 18 – 16 | Coupe du monde (poule C)              |
| 14 | 15 mars 2008      | Stade Flaminio, Rome — Italie                      | Italie – Écosse | 23 – 20 | Tournoi des Six Nations               |
| 15 | 28 février 2009   | Murrayfield Stadium, Édimbourg — Écosse            | Écosse – Italie | 26 – 6  | Tournoi des Six Nations               |
| 16 | 27 février 2010   | Stade Flaminio, Rome — Italie                      | Italie – Écosse | 16 – 12 | Tournoi des Six Nations               |
| 17 | 19 mars 2011      | Murrayfield Stadium, Édimbourg — Écosse            | Écosse – Italie | 21 – 8  | Tournoi des Six Nations               |
| 18 | 20 août 2011      | Murrayfield Stadium, Édimbourg — Écosse            | Écosse – Italie | 23 – 12 | Test match                            |
| 19 | 17 mars 2012      | Stade olympique, Rome — Italie                     | Italie – Écosse | 13 – 6  | Tournoi des Six Nations               |
| 20 | 9 février 2013    | Murrayfield Stadium, Édimbourg — Écosse            | Écosse – Italie | 34 – 10 | Tournoi des Six Nations               |
| 21 | 22 juin 2013      | Loftus Versfeld Stadium, Pretoria — Afrique du Sud | Écosse – Italie | 30 – 29 | Tournoi quadrangulaire                |
| 22 | 22 février 2014   | Stade olympique, Rome — Italie                     | Italie – Écosse | 20 – 21 | Tournoi des Six Nations               |
| 23 | 28 février 2015   | Murrayfield Stadium, Édimbourg — Écosse            | Écosse – Italie | 19 – 22 | Tournoi des Six Nations               |
| 24 | 22 août 2015      | Stade olympique, Turin — Italie                    | Italie – Écosse | 12 – 16 | Test match                            |
| 25 | 29 août 2015      | Murrayfield Stadium, Édimbourg — Écosse            | Écosse – Italie | 48 – 7  | Test match                            |
| 26 | 27 février 2016   | Stade olympique, Rome — Italie                     | Italie – Écosse | 20 – 36 | Tournoi des Six Nations               |
| 27 | 18 mars 2017      | Murrayfield Stadium, Édimbourg — Écosse            | Écosse – Italie | 29 – 0  | Tournoi des Six Nations               |
| 28 | 10 juin 2017      | Stade national — Singapour                         | Écosse – Italie | 34 – 13 | Test match                            |
| 29 | 17 mars 2018      | Stade olympique, Rome — Italie                     | Italie – Écosse | 27 – 29 | Tournoi des Six Nations               |
| 30 | 2 février 2019    | Murrayfield Stadium, Édimbourg — Écosse            | Écosse – Italie | 33 – 20 | Tournoi des Six Nations               |
| 31 | 22 février 2020   | Stade olympique, Rome — Italie                     | Italie – Écosse | 0 – 17  | Tournoi des Six Nations               |
| 32 | 14 novembre 2020  | Stade Artemio-Franchi, Florence — Italie           | Italie – Écosse | 17 – 28 | Coupe d'automne des nations (poule B) |
| 33 | 20 mars 2021      | Murrayfield Stadium, Édimbourg — Écosse            | Écosse – Italie | 52 – 10 | Tournoi des Six Nations               |
| 34 | 12 mars 2022      | Stade olympique, Rome — Italie                     | Italie – Écosse | 22 – 33 | Tournoi des Six Nations               |
| 35 | 18 mars 2023      | Murrayfield Stadium, Édimbourg — Écosse            | Écosse – Italie | 26 – 14 | Tournoi des Six Nations               |
| 36 | 29 juillet 2023   | Murrayfield Stadium, Édimbourg — Écosse            | Écosse – Italie | 25 – 13 | Test match                            |
| 37 | 9 mars 2024       | Stade olympique, Rome — Italie                     | Italie – Écosse | 31 – 29 | Tournoi des Six Nations               |
| 38 | 1er février 2025  | Murrayfield Stadium, Édimbourg — Écosse            | Écosse – Italie | 31 – 19 | Tournoi des Six Nations               |